# Самособирающиеся монослои
Самособирающиеся монослои (англ. self-assembled monolayers, сокр., SAM) — монослои амфифильных молекул, образовавшиеся на поверхности подложки (субстрата) путем самосборки.

## Описание
Формирование монослоя начинается с взаимодействия полярной части («головы») отдельных молекул с поверхностью субстрата. Последующее упорядочение молекул в плоскости слоя — самосборка слоя — происходит за счет ван-дер-ваальсовых взаимодействий между гидрофобными частями молекул («хвостами»). Субстратами могут служить разнообразные материалы — кремний, металлы, оксиды. Поверхность субстрата может быть плоской (как у обычных материалов) или искривлённой, если субстрат находится в виде наночастиц.
Исторически первым примером самособирающихся монослоев послужили плёнки Ленгмюра–Блоджетт (1935). Сам термин появился в 1983 году, когда было открыто явление плотной упаковки монослоев алкантиолов на поверхности золота (рис.).
Образование монослоёв амфифильных молекул используют для защиты или модификации поверхности, например, для изменения ее характера с гидрофильного на гидрофобный. Самособирающиеся монослои применяют в молекулярных наноэлектронных устройствах и наноэлектромеханических системах.